# Tutleky
Tutleky (en allemand : Tutlek) est une commune du district de Rychnov nad Kněžnou, dans la région de Hradec Králové, en République tchèque. Sa population s'élevait à 349 habitants en 2020.

## Géographie
Tutleky se trouve à 5 km au sud-ouest de Rychnov nad Kněžnou, à 31 km à l'est-sud-est de Hradec Králové et à 129 km à l'est-nord-est de Prague.
La commune est limitée par Synkov-Slemeno et Rychnov nad Kněžnou au nord, par Lupenice à l'est, par Doudleby nad Orlicí au sud, et par Kostelec nad Orlicí à l'ouest.

## Histoire
La première mention écrite de la localité date de 1358.

## Administration
La commune se compose de deux quartiers :
- Tutleky
- Dubí